# Maria Teresa Baldini
Maria Teresa Baldini (Pietrasanta, 22 gennaio 1961) è una politica ed ex cestista italiana.
Consigliere regionale in Lombardia dal 2013 al 2018; dal 2019 al 2022 è stata deputata della Repubblica Italiana.

## Biografia
Originaria di Forte dei Marmi (Lucca), nel 1976 si trasferisce a Milano, città in cui vive.
Si laurea, con lode, in Medicina all'Università degli Studi di Milano. Successivamente consegue la specialistica in Chirurgia. Per quindici anni lavora all'Istituto Nazionale dei Tumori di Milano, affiancando il professor Natale Cascinelli e il professor Umberto Veronesi.

### Attività politica
L'attività politica ha inizio nel 2012 a Forte dei Marmi, dove fonda il movimento Fuxia People e con il quale si candida per la carica di sindaco; ottiene complessivamente 115 voti, pari al 2,42% dei consensi.
Alle elezioni regionali in Lombardia del 2013, candidata come indipendente nella lista civica Maroni Presidente in provincia di Milano, con 274 preferenze viene eletta in Consiglio regionale.
Il 4 giugno 2014 abbandona il gruppo consiliare Maroni Presidente per passare al gruppo misto in consiglio regionale, pur continuando a far parte della maggioranza.
Alle elezioni amministrative del 2016 a Milano, si candida per la carica di Sindaco, sostenuta dalla lista Fuxia People: ottiene complessivamente 1.143 voti, pari allo 0,21%, giungendo ultima tra i nove candidati sindaco.
Il 21 gennaio 2018, assieme a Lara Magoni, aderisce a Fratelli d'Italia.
Alle elezioni politiche del 2018 è candidata alla Camera dei deputati, nelle liste di Fratelli d'Italia nella circoscrizione Lombardia 1, risultando tuttavia la prima dei non eletti; contestualmente ricandidata anche al Consiglio regionale Lombardo, con sole 371 preferenze non risulta eletta.
Diviene comunque deputata il 27 giugno 2019, subentrando a Carlo Fidanza, dimessosi perché eletto eurodeputato.
Il 3 luglio 2019, vota alla Camera per il rifinanziamento della missione in Libia.
Il 25 febbraio 2020 è stata la prima parlamentare italiana a presentarsi in aula con la mascherina di protezione in occasione della pandemia da Covid-19.
Il 7 agosto 2020 lascia Fratelli d'Italia e si iscrive al Gruppo misto, mentre il 18 agosto 2020 aderisce a Forza Italia.
Il 27 maggio 2021 aderisce a Coraggio Italia, il nuovo partito fondato dal sindaco di Venezia Luigi Brugnaro insieme al presidente della Liguria Giovanni Toti e a numerosi parlamentari di diversa provenienza (M5S, Forza Italia, Cambiamo!-Popolo Protagonista, Lega e Centro Democratico).
Il 18 novembre diventa consigliere del presidente Brugnaro, membro della direzione nazionale del partito e coordinatrice per la città metropolitana di Milano.
Il 23 dicembre abbandona Coraggio Italia per aderire, insieme alla deputata Flora Frate proveniente dal gruppo misto, ad Italia Viva. Il 14 luglio successivo, però, rientra in CI.
Alle elezioni anticipate del settembre 2022 è candidata per Noi moderati nel collegio plurinominale Lombardia 1 - 02. Il mancato superamento della soglia di sbarramento del 3% da parte della lista ne comporta la mancata rielezione.
In occasione delle elezioni regionali in Lombardia del febbraio 2023 è candidata come capolista nella lista Noi moderati - Rinascimento Sgarbi, non risultando eletta.

### Carriera sportiva
Cestista di alto livello, è stata una delle componenti della squadra di basket Geas Basket e dell'Italia, dove vanta 26 presenze per 221 punti, e con la quale ha disputato l'EuroBasket 1980.

#### Palmarès
- Campionato italiano: 1

Geas: 1977-78
- Coppa dei Campioni: 1

Geas: 1977-78